# Arcoveggio
L’Arcoveggio (Arclîż in dialetto bolognese) è una zona di Bologna, parte del rione della Bolognina, nel settore meridionale del quartiere Navile. Si estende lungo l'omonima via, che connette la zona occidentale della Bolognina con il quartiere di Corticella.
Vi sono situati alcuni impianti sportivi, tra cui l’Ippodromo di Bologna, e lo Stadio Arcoveggio, oltre all'Istituto tecnico industriale Aldini Valeriani e alla sede bolognese del Consiglio Nazionale delle Ricerche.

## Storia
Antica località della campagna bolognese, già documentata nel 1065, era raccolta attorno alla chiesa di San Girolamo detta appunto dell'Arcoveggio.
Fino agli anni '60 comprendeva nel suo territorio la parte orientale del quartiere Navile, pressappoco le attuali Bolognina e Corticella.

### Origine del nome
Il toponimo Arcoveggio deriva probabilmente da un Arcum Veclum, ossia un ponte che scavalcava in questo punto l'antico corso del torrente Savena.